# السعودية في الألعاب الأولمبية الصيفية 1976
نافست السعودية في دورة الألعاب الأولمبية الصيفية 1976 في مونتريال، كندا من خلال 13 حدثًا و14 رياضيًا. وكان أصغر الرياضيين سنًا هو حسن مسلم بعمر 16 عامًا و166 يومًا، وأكبرهم هو راجا الشالاوي بعمر 30 عامًا و155 يومًا.

## النتائج والأحداث

### ألعاب قوى في الألعاب الأولمبية الصيفية 1976[لغات أخرى]‏
800 متر – رجال
- عطية القحطاني

- الدور التمهيدي — 1:57.67 (← لم يتأهل)

1,500 متر – رجال
- شيكر الشباني

- الدور التمهيدي — 4:08.70 (← لم يتأهل)

5,000 متر – رجال
- شتوي البيشي

- الدور التمهيدي — لم يبدأ (← لم يتأهل، لا ترتيب)

10,000 متر – رجال
- راجا الشالاوي

- الدور التمهيدي — لم يكمل (← لم يتأهل)

100 متر تتابع – رجال
- محمد سهلي، محمد علي المالكي، صالح خليفة، وحامد علي

- الدور التمهيدي — 42.00ث (← لم يتأهل)

400 متر تتابع – رجال
- كامل العباسي، حامد علي، أحمد عسيري، وحسن مسلم

- الدور التمهيدي — 3:17.53 (← لم يتأهل)

400 متر حواجز – رجال
- كامل العباسي

- الدور التمهيدي — 55.00ث (← لم يتأهل)

الوثب العالي – رجال
- غازي صالح

- التصفيات — NM (← لم يتأهل)

رمي القرص – رجال
- محمود الزبراماوي

- التصفيات — 35.94 متر (لم يتأهل)